# Baja California
Baja California, oficiálně Estado Libre y Soberano de Baja California (do češtiny volně přeloženo jako Svobodný a suverénní stát Dolní Kalifornie) je jeden ze 31 států, které spolu s hlavním městem Ciudad de México tvoří federativní republiku Mexiko. Je to nejsevernější a nejzápadnější z těchto států. Má rozlohu 71 450 km², což je 3,60 % rozlohy Mexika. Na západě od něho se rozléhá Tichý oceán, na východě Sonora, americký stát Arizona a Kalifornský záliv, na jihu Baja California Sur a na severu americký stát Kalifornie. K Baja California patří i několik mexických ostrovů - např. Ángel de la Guarda, Cedros, Guadalupe či Montague.
Stát má 3 154 174 obyvatel (podle sčítání lidu roku 2010), což je mnohem více než řídce obydlený Baja California Sur na jihu a zhruba stejně jako San Diego County na severu. Přes 75 % lidí žije v hlavním městě Mexicali, Ensenadě nebo Tijuaně. Mezi další důležitá města patří San Felipe, Playas de Rosarito a Tecate. Obyvatelé jsou hlavně mestici, většinou imigranti z jiných států Mexika, a nebo stejně jako ve většině severních mexických státech Mexičané evropského původu. Také tam žije velká menšina Východoasiatů a kvůli malé vzdálenosti od San Diega a levnějšímu bydlení i značná část imigrantů ze Spojených států.

## Paleontologie

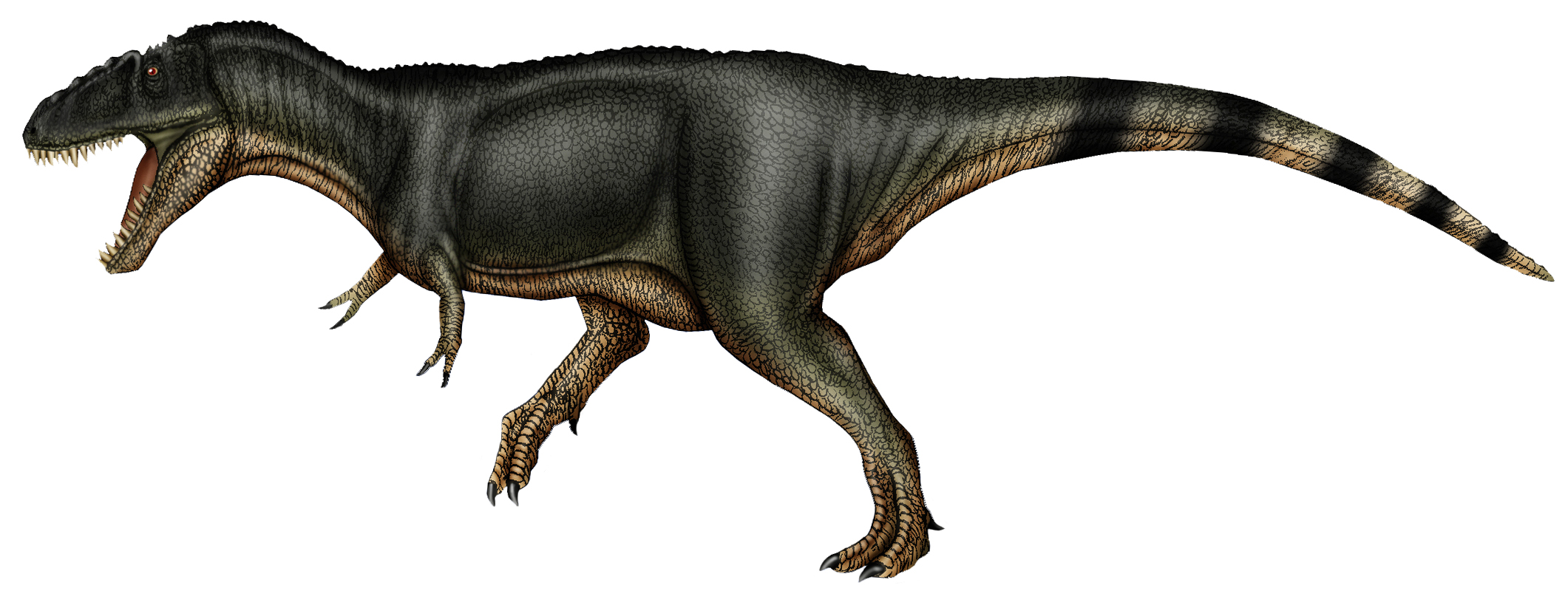
Labocania anomala - teropod, objevený na území státu Baja California.

Na území tohoto státu se nacházejí sedimentární výchozy několika geologických souvrství, např. souvrství La Bocana Roja, ve kterých byly objeveny fosilie dinosaurů (např. druh Labocania anomala).